# العلاقات الدولية ما بعد الاستعمار

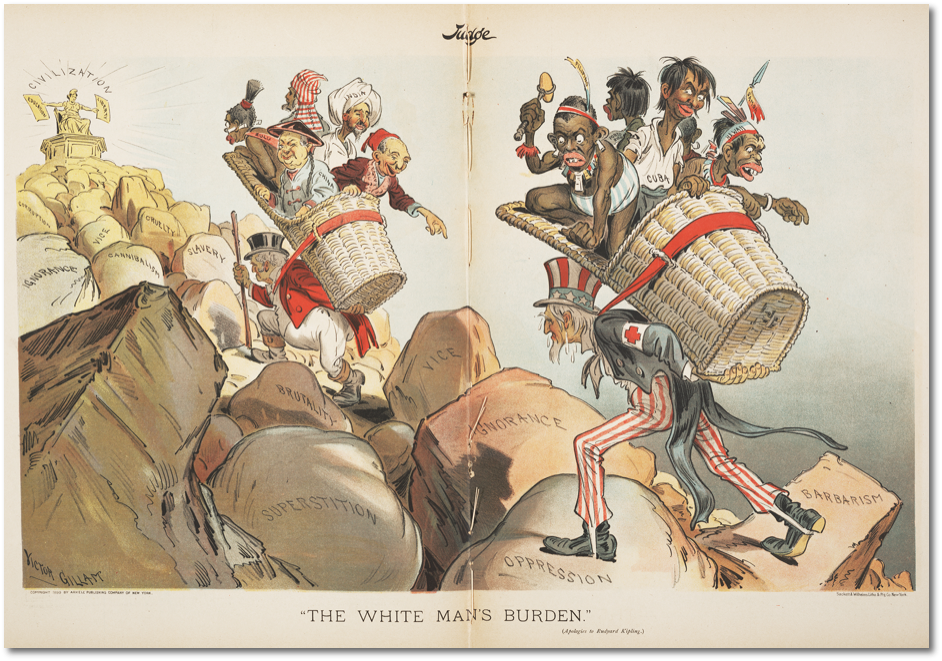
كاريكاتير بعنوان "عبء الرجل الأبيض" بريشة فيكتور غيلام.

العلاقات الدولية ما بعد الاستعمار هي فرع دراسي تقارب دراسة العلاقات الدولية باستخدام العدسة النقدية لما بعد الاستعمار. يشير هذا النقد لنظرية العلاقات الدولية إلى أن دراسة العلاقات الدولية السائدة لا تعالج بشكل كاف تأثيرات الاستعمار والإمبريالية على السياسة العالمية الحالية. رغم استخدام لغة ما بعد الاستعمار، يجادل علماء ما بعد الاستعمار بأن إرث الاستعمار مستمر، وأن نقد العلاقات الدولية بهذه العدسة يسمح للعلماء بوضع الأحداث العالمية في سياقها. من خلال ربط ما بعد الاستعمار والعلاقات الدولية، يشير العلماء إلى عملية العولمة كنقطة حاسمة في كلا المجالين، بسبب الزيادة في التفاعلات والتكامل العالميين. تركز العلاقات الدولية بعد الاستعمار على إعادة سرد السياسة العالمية لخلق فهم عابر للحدود متوازن للتاريخ الاستعماري، ومحاولات لربط مصادر الفكر غير الغربية بالتطبيق السياسي.
تطورت العلاقات الدولية بعد الاستعمار من خلال دراسة ما بعد الاستعمار كرفض للاستعمار، وتوازي ما بعد الحداثة أو ما بعد البنيوية في الشك تجاه الأيديولوجيات السائدة للحداثة والبنيوية والخروج عنها، على التوالي. إن العلاقات الدولية ما بعد الاستعمار هي استبطان نقدي في دراسة العلاقات الدولية، غالبًا في محاولات لخلخلة النماذج السائدة للتنظير لنقل العلاقات الدولية وقتيًا ومكانيًا. ينتقد بعض الباحثين في ما بعد الاستعمار العلاقات الدولية ما بعد الاستعمار أيضًا لأخذهم الكثير من النهج الثقافي والحضاري، بدلًا من ربط الاستعمار بالبنى السياسية والاقتصادية للعالم الحديث. حاول العديد من العلماء ربط دراسات ما بعد الاستعمار والعلاقات الدولية، وغالبًا ما اتخذوا مناهج متعددة التخصصات تأخذ في الاعتبار الجوانب الاجتماعية المختلفة مثل العرق والجنس والطبقة. بالإضافة إلى ذلك، حلل علماء العلاقات الدولية ما بعد الاستعمار أيضًا نقديًا أنظمة مثل الرأسمالية والنظام الأبوي والعسكرة كأنماط أثر فيها الاستعمار على القضايا السياسية مثل الحكم والسيادة. بعض العلماء البارزين الذين علموا نهج ما بعد الاستعمار هم إدوارد سعيد وفرانز فانون وجياتري شاكرافورتي سبيفاك وآخرين كثر.
يدّعي نقد العلاقات الدولية لما بعد الاستعمار لدراسات العلاقات الدولية السائدة للرأسمالية أن موروثات استغلال العمل من خلال الاستعمار والإمبريالية لم تُميّز كفايةً كنموذج اقتصاد عالمي حالي. يرفض مقال إيمي سيزير «خطاب حول الاستعمار» الادعاء بأن الرأسمالية هي مجرد السعي وراء الثروة والسلطة، ويؤكد على رغبة الإمبراطورية الاستعمارية الأوروبية في حضارة مجتمعات ما قبل الاستعمار. سلّط روديارد كيبلينج الضوء على هذا المفهوم أيضًا في تصوره لـ «عبء الرجل الأبيض» لجلب الأيديولوجيات الغربية من أجل تنوير الشعوب المستعمرة البدائية أخلاقيًا. تتتبع العلاقات الدولية بعد الاستعمار الاقتصاد العالمي للاستغلال في أشكال العبودية عبر المحيط الأطلسي، على سبيل المثال من خلال شركة الهند الشرقية البريطانية، وشركة رويال أفريكان، وشركة الهند الشرقية الهولندية، وكذلك غزو وإبادة الشعوب الأصلية، من أجل تهيئة ظروف مناسبة للتوسع الاستعماري الأوروبي. على هذا النحو، يمكن النظر إلى تسمية «العالم الثالث» بالمعنى الاقتصادي والسياسي أثناء الحرب الباردة من منظور العلاقات الدولية ما بعد الاستعمار لتجسيد المعاني العنصرية والاستعمارية بدلًا من ذلك. على سبيل المثال، يجادل بعض الباحثين في العلاقات الدولية ما بعد الاستعمار بأن مؤسسة مساعدات التنمية قد عززت سرديات الدونية هذه من خلال إنشاء أنظمة تجلب فيها الدول الغربية، من خلال وكالات مثل صندوق النقد الدولي، التحديث إلى بلدان العالم الثالث.

## خلفية تاريخية
ظهرت دراسة العلاقات الدولية ما بعد الاستعمار مؤخرًا فقط كحقل فرعي في منهاج العلاقات الدولية، ولكن كانت هناك مناهج ما بعد الاستعمار السابقة للعلاقات الدولية التي لم يُعترف بها بشكل منهجي على هذا النحو، أو استُبعدت من السردية السائدة.
على سبيل المثال، اعتبرت مجموعة من العلماء في جامعة هوارد بما في ذلك رالف بانش وآلان لوك وميرز تيت وآخرين، العرق والإمبراطورية وإنهاء الاستعمار في سياق الديناميات الاستعمارية العالمية. تحدا هؤلاء العلماء، الذين نشطوا في النصف الأول من القرن العشرين، الافتراضات النظرية السائدة حول التسلسلات الهرمية العرقية العالمية التي غذّت التطورات السائدة المبكرة للعلاقات الدولية. لقد ركزوا على العوامل النظامية التي حرمت السود على مستوى العالم، مثل قوانين جيم كرو في الولايات المتحدة والاستغلال الاستعماري العالمي من قبل الأوروبيين. تطورت هذه المدرسة الفكرية بالتوازي مع العلاقات الدولية السائدة في أمريكا الشمالية واستجابة لها والتي تطورت بناءً على التهديدات المتصورة لنظام التفوق الأبيض من خلال التركيز المكاني المتزايد للسود والثقافة والفكر. يمكن اعتبار عمل هؤلاء العلماء ما بعد استعماري لأنهم شددوا على التضامن العالمي لحركات التحرير، وشككوا في التسلسل الهرمي العرقي الذي وضع السود في القاع، واستكشفوا العلاقة بين العرق والإمبراطورية في تشكيل ديناميات القوة العالمية. قام اعتبر علماء مؤثرين في نظرية العلاقات الدولية ما بعد الاستعمار مثل دوبوا وآلان لوك تأثير الإمبريالية الوطنية على الحرب الحديثة والشؤون الدولية. لقد صاغوا أيضًا أطروحات ثقافية حول الشتات، وتقرير المصير الثقافي، والعالمية.
يمكن القول إن نظام العلاقات الدولية أصبح أقل انفتاحًا على مر السنين، وأصبح أقل تقبلًا لوجهات النظر الثقافية بخلاف السردية الغربية السائدة. في عام 1968، نشر الباحث الأفريقي في مرحلة ما بعد الاستعمار علي مزروعي مقالًا حول قضايا العلاقات بين الشمال والجنوب في مجلة السياسة العالمية، وهي إحدى المجلات الرائدة في العلاقات الدولية. في الستينيات والسبعينيات من القرن الماضي، كان النظام أكثر ارتباطًا بما يسمى العالم الثالث، وهو موقف يعكس المصلحة السياسية العامة للغرب في حركات إنهاء الاستعمار في المستعمرات الأوروبية السابقة. من خلال علماء مثل مزروعي، الذين وضعتهم أصولهم ووجهات نظرهم خارج الاتجاه الغربي السائد للحقل الدراسي، لبضع سنوات، تأثر العلماء داخل التيار الرئيسي للعلاقات الدولية بطرح أسئلة حول العالم الثالث في سياق ما بعد الاستعمار. أحد الأمثلة على ذلك هو الباحث الأسترالي هيدلي بول، الذي قيل إنه تأثر بمزروعي من خلال علاقة عدائية مهنية وثيقة، ولكن بعد فترة وجيزة، ابتعد علماء العلاقات الدولية عن هذا التطور. في السبعينيات والثمانينيات، أصبحت العلاقات الدولية ذات صبغة غربية أكبر، وأطلق عليها اسم العلوم الاجتماعية الأمريكية، واستبعدت علماء ما بعد الاستعمار مثل مزروعي الذين يتحدون بعض النظريات التأسيسية للعلاقات الدولية. أدت هذه الفترة الزمنية أيضًا إلى ظهور الوضعية في العلاقات الدولية، والتي تركز على الملاحظة التجريبية ونهجًا أكثر علمية، إذ تُهمل العديد من المساهمات الأكاديمية في النقاش عندما تُصنف صراحةً ضمن العلاقات الدولية من قبل مؤلفيها أو الأكاديميين الآخرين في وقت لاحق. العالمة السياسية ماي سي كينغ هي من بين الباحثات السود اللاتي كتبن عن العرق والسياسة الخارجية والعسكرية في الثمانينيات والتسعينيات من القرن الماضي، لكن لم تحظَ بتقدير يذكر في إطار العلاقات الدولية ما بعد الاستعمار. والجدير بالذكر أنه منذ التسعينيات، كان هناك عدد من العلماء ينشرون عن العلاقة بين العلاقات الدولية والعرق، بما في ذلك نيتا كروفورد وشيرين م. راي.